# 미스터 피트
미스터 피트(Mr. Pete, 1980년 1월 30일 ~ )는 미국의 포르노 배우이자 감독이다.

## 생애
미스터 피트는 미국 네바다주의 라스 베가스에서 태어났다. 그는 이탈리아계이자 유대계이다.
그는 20세 무렵인 2000년부터 포르노 업계에서 활동하기 시작했다.